# مئير داغان
مائير داغان (بالعبرية: מאיר דגן) (30 يناير 1945 - 17 مارس 2016) هو سياسي إسرائيلي ورئيس جهاز الموساد العاشر، وُلد في قطار بين سيبيريا وبولندا، هاجر إلى فلسطين عام 1950، تطوع بجيش الدفاع الإسرائيلي عام 1963، عُين داغان قائداً لمنطقة جنوب لبنان عام 1980، وبعدها التحق بجهاز الموساد، ساهم داغان في التخطيط لاغتيال عماد مغنية، كما ساهم أيضاً في عملية قصف القافلة السودانية المتوجهة إلى قطاع غزة عام 2009. استقال داغان من منصبه عام 2010 بعد احتجاجات طالبته بالاستقالة بعد عملية اغتيال محمود المبحوح.